# Liste der türkischen Botschafter in Österreich
Dies ist eine Liste der osmanischen und türkischen Botschafter in Österreich.

## Liste

### Osmanische Gesandte und Botschafter

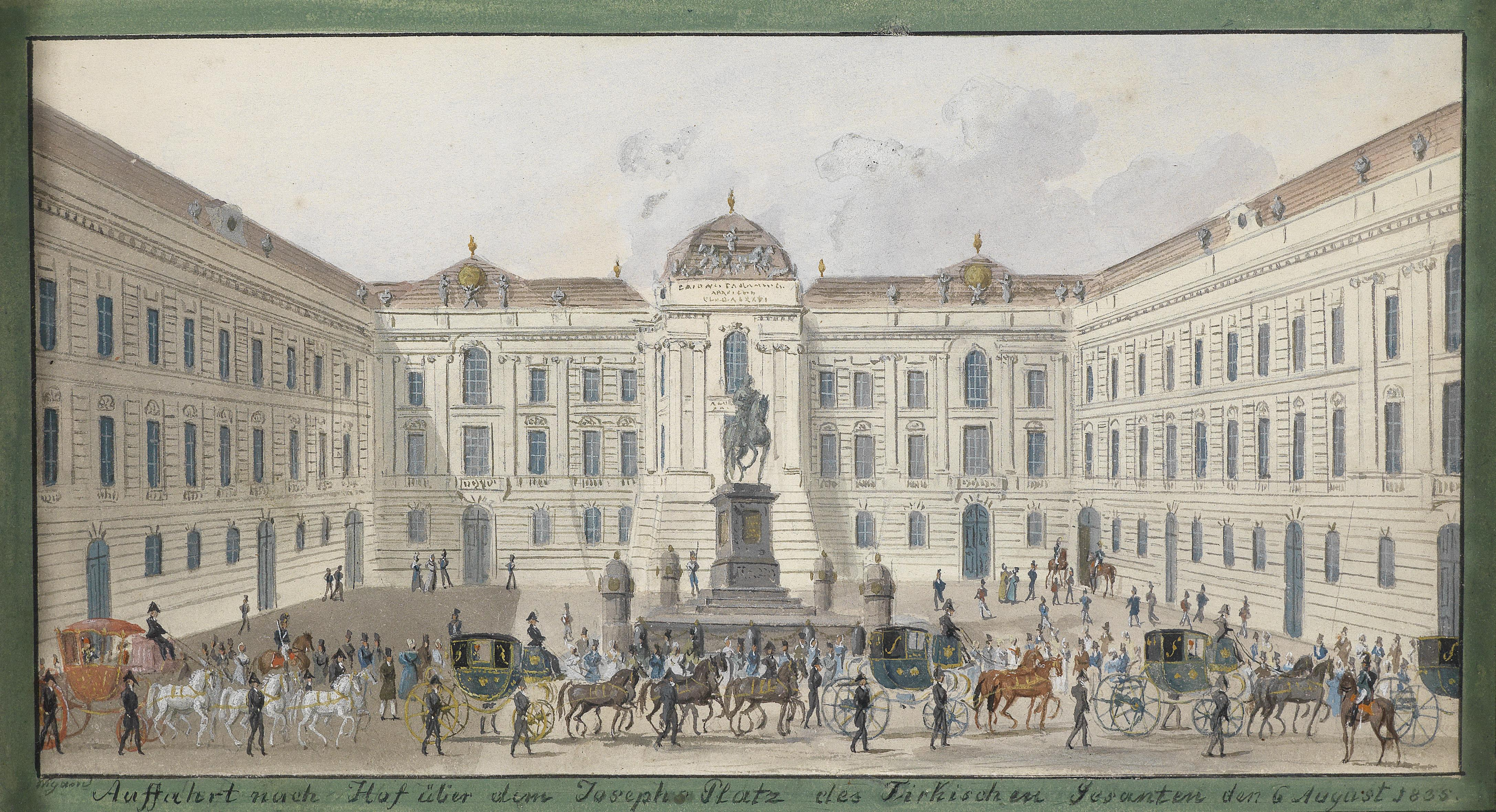
Auffahrt des türkischen Gesandten Yanko Mavroyani über den Josefsplatz am 6. August 1835,
Aquarellierte Zeichnung von Balthasar Wigand (1771–1846)

| Botschafter             | von            | bis            |
| ----------------------- | -------------- | -------------- |
| İbrahim Afif Efendi     | 1798           | 1800           |
| unbesetzt               | 1800           | 1803           |
| Konstantin von Tipaldo  | 1803           | 1807           |
| Argiropulo Janko        | 1808           | 1811           |
| Yanko Mavroyani         | 1812           | 1821           |
| unbesetzt               | 1822           | 1831           |
| Yanko Mavroyani         | 1832           | 1836           |
| Ahmed Paşa              | 1836           | 1837           |
| Sadık Rıfat Paşa        | 1837 September | 1841 April     |
| Akif Ahmet Efendi       | 1841 April     | 1842 November  |
| Sadık Rıfat Paşa        | 1842 November  | 1843 Mai       |
| Muhtar Bey              | 1843 Mai       | 1844 November  |
| Nafi Mehmet Efendi      | 1844 November  | 1846 April     |
| Mehmet Şekip Paşa       | 1846 Oktober   | 1848 September |
| Kostaki Musurus Paşa    | 1848 Oktober   | 1850 September |
| Arif Mehmet Efendi      | 1850 September | 1855 November  |
| Alexandre Kalimaki Bey  | 1855 Dezember  | 1865 Januar    |
| İbrahim Haydar Efendi   | 1865 Januar    | 1870 August    |
| Halil Şerif Paşa        | 1870 August    | 1872 September |
| Ahmet Arifi Pascha      | 1872 Oktober   | 1873 Mai       |
| Mehmet Kabuli Paşa      | 1873 Mai       | 1874 Juni      |
| Mehmet Raşid Paşa       | 1874 Juni      | 1875 November  |
| Ahmet Arifi Pascha      | 1875 November  | 1876 Mai       |
| Aleko Bogoridi Paşa     | 1876 Mai       | 1877 September |
| Mahmut Esat Paşa        | 1877 September | 1879 März      |
| İbrahim Edhem Pascha    | 1879 März      | 1882 März      |
| Sadullah Paşa           | 1883 März      | 1891           |
| Yusuf Ziya Paşa         | 1891 März      | 1894 September |
| Ali Galip Bey           | 1895 Januar    | 1896 Januar    |
| Mahmud Nedim Pascha     | 1896 Januar    | 1908 September |
| Mustafa Reşit Paşa      | 1908 September | 1911 November  |
| Alexandre Mavroyeni Bey | 1911 November  | 1912 Oktober   |
| Hüseyin Hilmi Paşa      | 1912 Oktober   | 1919 Mai       |

### Türkische Botschafter
| Botschafter                         | von  | bis  |
| ----------------------------------- | ---- | ---- |
| Hamdi Bey (Elçi)                    | 1925 | 1934 |
| Ahmet Cevdet Üstün (Elçi)           | 1934 | 1938 |
| Numan Tahir Seymen (Elçi)           | 1947 | 1950 |
| Faik Hüseyin Hozar (Elçi)           | 1950 | 1952 |
| Seyfullah Esin (Elçi)               | 1952 | 1954 |
| Samim İzzet Yemişçibaşı (Elçi)      | 1954 | 1957 |
| Samim İzzet Yemişçibaşı (Büyükelçi) | 1957 | 1961 |
| Baha Vefa Karatay                   | 1961 | 1964 |
| Seyfi Turagay                       | 1964 | 1967 |
| Hasan İstinyeli                     | 1967 | 1970 |
| Nureddin Vergin                     | 1970 | 1971 |
| Hüveyda Mayatepek                   | 1971 | 1973 |
| Daniş Tunalıgil                     | 1973 | 1975 |
| Asaf İnhan                          | 1975 | 1976 |
| Ecmel Barutçu                       | 1979 | 1982 |
| Erdem Erner                         | 1983 | 1989 |
| Ayhan Kamel                         | 1989 | 1993 |
| Filiz Dinçmen                       | 1993 | 1997 |
| Ömer Akbel                          | 1997 | 2002 |
| Mithat Balkan                       | 2002 | 2005 |
| Selim Yenel                         | 2006 | 2009 |
| Kadri Ecvet Tezcan                  | 2009 | 2011 |
| Ayşe Sezgin                         | 2011 | 2013 |
| Hasan Göğüş                         | 2013 | 2017 |
| Mehmet Ferden Çarıkçı               | 2017 | 2018 |
| Ümit Yardım                         | 2019 | 2020 |
| Ozan Ceyhun                         | 2020 |      |